# Dežanovac
Dežanovac es un municipio de Croacia en el condado de Bjelovar-Bilogora.

## Geografía
Se encuentra a una altitud de 152 m s. n. m. a 115 km de la capital nacional, Zagreb.

## Demografía
En el censo 2011 el total de población del municipio fue de 2715 habitantes, distribuidos en las siguientes localidades:
- Blagorodovac - 229
- Dežanovac - 888
- Donji Sređani - 183
- Drlež - 17
- Golubinjak -  154
- Gornji Sređani - 265
- Goveđe Polje - 100
- Ivanovo Polje - 233
- Kaštel Dežanovački - 45
- Kreštelovac - 125
- Sokolovac - 222
- Trojeglava - 254

| Gráfica de población de Dežanovac 1857-2011                         |
|                                                                     |
| Según los censos de población de la oficina estadística de Croacia. |